# Pols arterial

Llocs del pols. En negreta els més usuals.

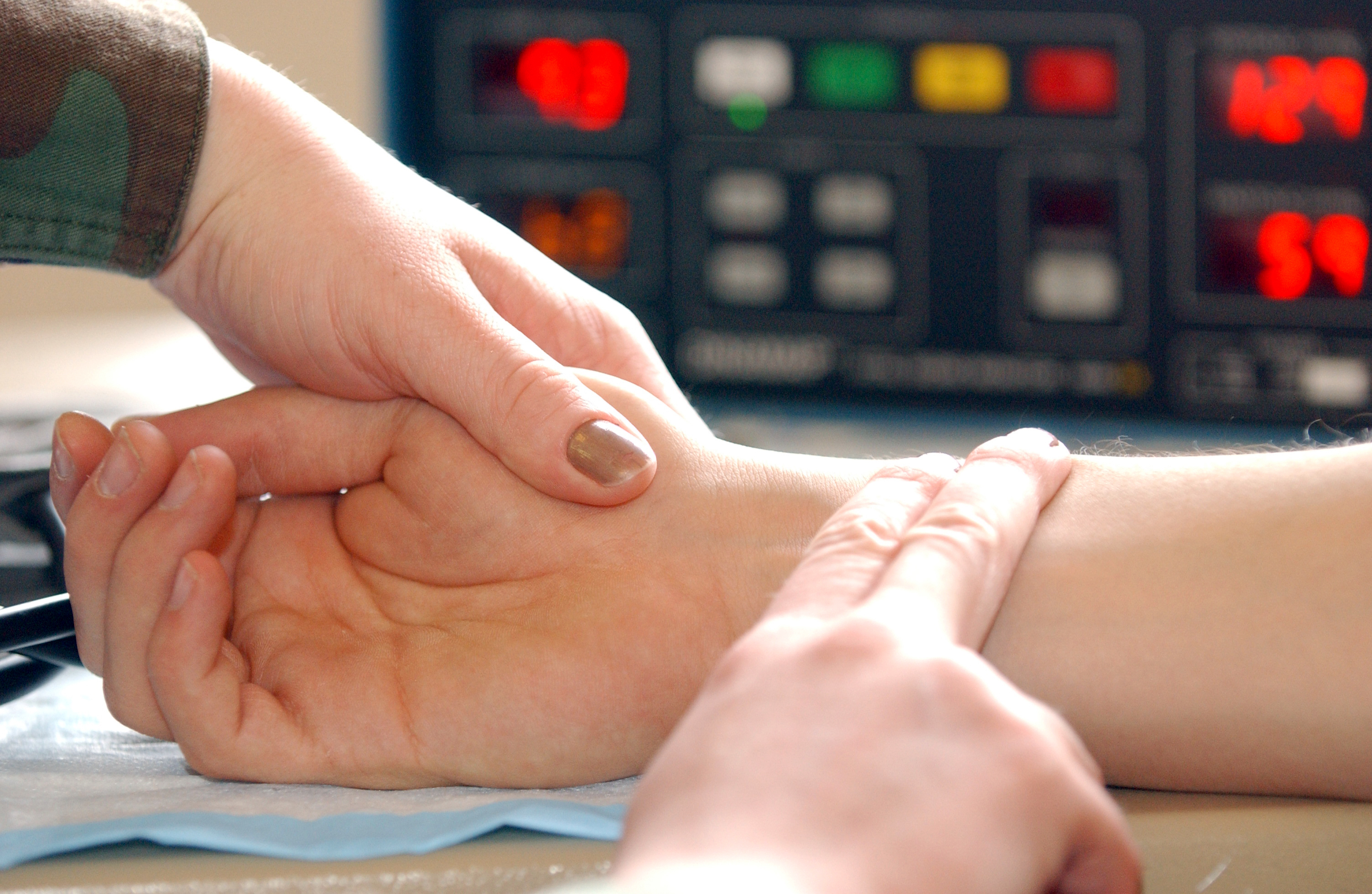
Comprovació del pols radial.

El pols arterial és la pulsació provocada per l'expansió de les artèries a conseqüència de la circulació de sang bombada pel cor. S'obté en general en parts del cos on les artèries es troben més properes a la pell, com en els canells, en el coll o fins i tot, la templa.
Les ones de pressió es mouen al llarg dels vasos sanguinis, que són flexibles, però no són provocades pel moviment de l'avanç de la sang. Quan el cor es contrau, la sang és expulsada a l'aorta i aquesta s'expandeix. En aquest punt és quan l'ona de distensió (ona de pols) és més pronunciada, però es mou relativament lenta (3 a 6 m/s). A mesura que viatja cap als vasos sanguinis perifèrics, disminueix gradualment i es fa més ràpida. La seva velocitat és de 7 a 10 m/s a les grans branques arterials i de 15 a 35 m/s en les artèries petites. El pols de pressió es transmet 15 o més vegades més ràpidament que el flux sanguini.
El terme «pols» també es fa servir, encara que incorrectament, per referir-se al batec del cor, mesurat habitualment en pulsacions  per minut. El pols és una mesura correcta de la freqüència cardíaca per gran part de la gent. Sota certes circumstàncies, com en el cas de les arrítmies, alguns batecs del cor són inefectius i l'aorta no s'expandeix prou com per crear una ona de pressió palpable; es registra un pols irregular i el ritme cardíac pot ser molt més elevat que el pols. En aquest cas, el ritme cardíac vindria determinat per l'auscultació de l'àpex cardíac, però en aquest cas no és el pols. El dèficit de pols (diferència entre els batecs del cor i les pulsacions a la perifèria) es determina mitjançant la palpació de l'artèria radial i auscultació simultània de l'àpex cardíac.
Un pols normal en el cas d'un adult sa en descans oscil·la entre les 60 i les 100 pulsacions per minut. Les pulsacions poden caure fins a les 40 pulsacions en algunes fases del somni i poden pujar fins a les 200 pulsacions durant un exercici físic intens. Normalment, el pols és més ràpid en les persones més joves. El pols en repòs per a un nadó és tan alt o més que el d'un adult fent un exercici intens. A banda de la seva velocitat, el pols té altres qualitats que reflecteixen l'estat del sistema cardiovascular, com ara el seu ritme, l'amplitud i la forma de l'ona de pols. Certes malalties provoquen canvis característics en aquestes qualitats.
El pols es palpa manualment amb el dit índex i mitger; no es pot prendre amb el dit polze, ja que aquest té pols propi. Quan es palpa l'artèria caròtide, la femoral o la braquial pot usar-se el polze. No obstant això, aquest dit té el seu propi pols, que pot interferir amb la detecció del pols del pacient en altres punts del cos, on s'han de fer servir dos o tres dits. Els dits o el polze s'han de situar prop d'una artèria i pressionar suaument contra una estructura interna ferma, normalment un os, per poder sentir el pols.
Una forma alternativa de trobar el pols és sentir el batec del cor. Això es fa sovint amb un estetoscopi, però també es pot mesura amb qualsevol cosa que transmeti el so a les orelles, o pressionant l'orella directament sobre el pit.

## Punts de pols comuns
- Pols radial: localitzat al costat de la canell més proper al polze (artèria radial).
- Pols cubital o ulnar: localitzat al costat del canell més proper al dit petit (artèria cubital).
- Pols carotidi: localitzat al coll (caròtide). La caròtide s'ha de palpar suaument, ja que estimular els seus vasos receptors amb una palpació vigorosa pot provocar bradicàrdia severa o fins i tot aturar el cor en algunes persones sensibles. A més, les dues artèries caròtides d'una persona no s'han de palpar simultàniament, per evitar el risc de síncope o isquèmia cerebral.
- Pols braquial: localitzat entre els bíceps i els tríceps, al costat medial de la cavitat del colze; utilitzat sovint en infants, en lloc del pols carotidi (artèria braquial).
- Pols femoral: localitzat a la cuixa (artèria femoral).
- Pols popliti: localitzat sota el genoll a la fossa poplítia.
- Pols dorsal del peu: localitzat a l'empenya del peu (artèria dorsal del peu).
- Pols tibial posterior: localitzat darrere del turmell sota el mal·lèol medial (artèria tibial posterior).
- Pols temporal: localitzat sobre la templa, directament davant de l'orella (artèria temporal).